# Finfisk
Finfisk eller finnefisk (engelsk: finfish) er en betegnelse for fisk, der er særligt benede, såsom eksempelvis laks eller med meget brusk, såsom hajer, og som derfor ikke er synderligt eftertragtede. Finfisk står, især i vendelbomål, i kontrast til krøjfisk, der er finere og mere eftertragtede. Det kan også bruges til at betegne fisk med finner i kontrast til eksempelvis skaldyr og andre vanddyr eller bruges til at betegne fisk i kontrast til fladfisk.